# Flèche Ardennaise
La Flèche Ardennaise è una corsa in linea maschile di ciclismo su strada che si svolge annualmente nella provincia di Liegi, in Belgio. Dal 2005 fa parte del calendario dell'UCI Europe Tour come prova di classe 1.2.
Creata nel 1966, rimase a livello dilettantistico fino al 2004 con un breve intermezzo tra il 1996 e il 1998, quando entrò nel calendario UCI come prova di categoria 1.5. Nel 2005 fu inserita nel circuito continentale europeo, per tornare ad essere evento prettamente nazionale dal 2007 al 2009. Nel 2010 entrò nuovamente nell'UCI Europe Tour.

## Albo d'oro
Aggiornato all'edizione 2025.
| Anno | Vincitore                             | Secondo                               | Terzo                                 |
| ---- | ------------------------------------- | ------------------------------------- | ------------------------------------- |
| 1966 | Willy Van Neste                       |                                       |                                       |
| 1967 | Valère Van Sweevelt                   |                                       |                                       |
| 1968 | Roger De Vlaeminck                    |                                       |                                       |
| 1969 | Joseph Bruyère                        | Etienne Antheunis                     | Emile Cambre                          |
| 1970 | Theo Dockx                            | Eddy Verstraeten                      | Marcel Sannen                         |
| 1971 | Luc Van Goidsenhoven                  | Louis Verreydt                        | Théo Dockx                            |
| 1972 | Staf Hermans                          | Louis Verreydt                        | Théo Dockx                            |
| 1973 | Lieven Malfait                        | Ludo Noels                            | Théo Dockx                            |
| 1974 | Joseph Gysemans                       | Benny Schepmans                       | Henri Vandenbrande                    |
| 1975 | Jean-Luc Vandenbroucke                | Willy Van Den Ouweland                | Léopold Verboven                      |
| 1976 | Wim Myngheer                          | René Martens                          | Frank Hoste                           |
| 1977 | René Martens                          | Guido Van Calster                     | Ortaire Goossens                      |
| 1978 | Ronny Claes                           | Alfons De Wolf                        | Maurice Van Heer                      |
| 1979 | Daniel Plummer                        | Ronny Claes                           | Guy Nulens                            |
| 1980 | Jan Nevens                            | Patrick Vermeulen                     | Luc De Decker                         |
| 1981 | Danny Schoonbaert                     | Marc Van Den Brande                   | Patrick Hermans                       |
| 1982 | Eric Vanderaerden                     | Noël Segers                           | Willem Van Eynde                      |
| 1983 | Franky Van Oyen                       | Eric Van Lancker                      | Jules Dubois                          |
| 1984 | Dirk Ghyselinck                       | Willy Boden                           | Luc Van Roy                           |
| 1985 | Luc Ronsse                            | Benny Heylen                          | Paul Beirnaert                        |
| 1986 | Greg Moens                            | Patrick Roelandt                      | Edwig Van Hooydonck                   |
| 1987 | Benny Heylen                          | Marc Mertens                          | Nico Roose                            |
| 1988 | Johan Pauwels                         | Christian De Saeger                   | Jim Van De Laer                       |
| 1989 | Eddy Bouwmans                         | Martien Kokkelkoren                   | Daniel Van Steenbergen                |
| 1990 | Bart Leysen                           | Tom Desmet                            | Marc Wauters                          |
| 1991 | Stéphane Galbois                      | Dany Alaerts                          | Anton Tak                             |
| 1992 | Nico Desmet                           | Erwin Thijs                           | Jean-Pierre Dubois                    |
| 1993 | Casper van der Meer                   | Kurt Van Lancker                      | Steven Van Aken                       |
| 1994 | Steven Van Aken                       | Danny In't Ven                        | Hendrik Van Dijck                     |
| 1995 | Tony Bracke                           | Laurent Lefèvre                       | Mario Aerts                           |
| 1996 | Benoît Salmon                         | Marc Streel                           | Patrice Halgand                       |
| 1997 | Christian Henn                        | Ludo Dierckxsens                      | Frank Corvers                         |
| 1998 | Erwin Thijs                           | Carlo Bomans                          | Tom Stremersch                        |
| 1999 | Pierrick Fédrigo                      | Wesley Theunis                        | Kevin Hulsmans                        |
| 2000 | Thomas Voeckler                       | Johan Dekkers                         | Anthony Charteau                      |
| 2001 | Ruslan Hryščenko                      | Andrej Kašečkin                       | David Plas                            |
| 2002 | Ruslan Hryščenko                      | Geoffroy Lequattre                    | Sergej Lagutin                        |
| 2003 | Jukka Vastaranta                      | Maksim Iglinskij                      | Mathieu Heijboer                      |
| 2004 | Jeremy Yates                          | Sven Nevens                           | Jean-Paul Simon                       |
| 2005 | Francis De Greef                      | James Perry                           | Gianni Meersman                       |
| 2006 | Gil Suray                             | Geert Steurs                          | Pieter Jacobs                         |
| 2007 | Sébastien Delfosse                    | Jean-Marc Bideau                      | Florian Guillou                       |
| 2008 | Jan Bakelants                         | Aurélien Duval                        | Guillaume Bonnafond                   |
| 2009 | Sander Armée                          | Laurens De Vreese                     | Fabio Polazzi                         |
| 2010 | Thomas Degand                         | Nikita Umerbekov                      | Laurens De Vreese                     |
| 2011 | Zico Waeytens                         | Michael Savo                          | Kenneth Van Bilsen                    |
| 2012 | Clément Lhotellerie                   | Jimmy Janssens                        | Sander Helven                         |
| 2013 | Silvan Dillier                        | Tom Dernies                           | Dimitri Claeys                        |
| 2014 | Stefan Küng                           | Loïc Vliegen                          | Boris Dron                            |
| 2015 | Loïc Vliegen                          | Gaëtan Bille                          | Sam Oomen                             |
| 2016 | Jeroen Meijers                        | Brecht Dhaene                         | James Shaw                            |
| 2017 | Harm Vanhoucke                        | Stephen Williams                      | Lennert Teugels                       |
| 2018 | Cees Bol                              | Jimmy Janssens                        | Sjoerd Bax                            |
| 2019 | Simon Pellaud                         | Romain Bacon                          | Martin Schäppi                        |
| 2020 | annullata per la Pandemia di COVID-19 | annullata per la Pandemia di COVID-19 | annullata per la Pandemia di COVID-19 |
| 2021 | annullata per la Pandemia di COVID-19 | annullata per la Pandemia di COVID-19 | annullata per la Pandemia di COVID-19 |
| 2022 | Romain Grégoire                       | Lennert Van Eetvelt                   | Thomas Gloag                          |
| 2023 | Menno Husing                          | Francesco Busatto                     | William Junior Lecerf                 |
| 2024 | Milan Donie                           | Jarno Widar                           | Pau Martí                             |
| 2025 | Jarno Widar                           | Lorenzo Finn                          | Mats Wenzel                           |